# (6422) Akagi
(6422) Akagi (1994 CD1) – planetoida z pasa głównego asteroid okrążająca Słońce w ciągu 4,25 lat w średniej odległości 2,62 j.a. Odkryta 7 lutego 1994 roku.